# Фрідріх-Август I Ольденбурзький
Фрідріх-Август І (нім. Friedrich August І.; 20 вересня 1711 — 6 липня 1785) —  перший герцог Ольденбурзький (1774—1785). Останній граф Ольденбурзький і Дельменгорстський  (1773—1774). Любекський князь-єпископ. Представник німецького Гольштейн-Готторпського дому. Син гольштейнського регента Крістіана-Августа і баденської прицеси Альбертіни-Фредеріки.

## Імена
- Фрі́дріх-А́вгуст I Ольденбу́рзький (нім. Friedrich August von Oldenburg) — за порядковим номером і назвою країни.
- Фрі́дріх-А́вгуст I Шлезвіг-Гольштейн-Готорпський (нім. Friedrich August von Schleswig-Holstein-Gottorf) — за назвою династії.

## Біографія

### Молоді роки
Походив з династії Гольштейн-Готторп. Третій син Крістіана Августа Гольштейн-Готторпського, князя-єпископа Любеку, та Альбертини Фредеріки Баден-Дурласької. Народився 1711 року в замку Готторп.
Після смерті батька 1726 року титул князя-єпископа Любека успадкував старший брат Карл Август, а потім з 1727 року — інший брат Адольф Фредерік. 1734 року герцог Гоштейн-Готторпський Карл Фрідріх призначив Фрідріха Августа генеральним військовим комісаром у Кілі та опікуном свого сина Карла Петера.
1739 року після смерті герцога Карла Фрідріха вступив у протистояння з братом Адольфом Фредеріком, який також бажав стати адміністратором (регентом) при малолітньому герцогові Карлі Петері. Зрештою Фрідріх Август поступився братові. Натомість перебрався до Республіки Сполучених провінцій, де сформував піхотний полк, отримавши звання спочатку полковника, потім генерала. Втім жодного разу ним не керував, доручаючи це підполковнику. Цей полк брав участь у Війні за австрійську спадщину.

### Князь-єпископ
У 1742 році був присутній на весіллі небожа Карла Петера з принцесою Софією Ангальт-Цербстською. Невдовзі після цього призначений губернатором Гольштейн-Готторпу. У 1743 року, коли його брата обрано спадкоємцем трону Швеції, то Фрідріх Август стає коад'ютором князівства-єпископства Любекського.
1750 року після отримання шведського трону Адольфом Фредеріком його брат Фрідріх Август став новим князем-єпископом Любеку. 1752 року оженився на представниці Гессенського дому. 1763 року російська імператриця Катерина II знову призначила Фрідріха Августа губернатором Гольштейн-Готторпу.

### Правитель Ольденбургу
1773 року за Царськосільським трактатом Росія обміняла у Данії права на Гольштейн-Готторп на Ольденбурзьке графство. Невдовзі Фрідріх Август отримав це графство. 1774 року імператор Йосиф II підвищив його до Ольденбурзького герцогства.
Втім Фрідріх Август залишився в Любекському князівстві-єпископстві, де мешкав в Айтенському замку. Відвідував Ольденбург лише кожні 2 роки. Призначив головою адміністрації Фрідріха Левіна фон Голмера, який у дусі освіченого абсолютизму намагався поліпшити економічний і соціальний стан, було скасовано катування та цензуру, закладено основи транспортної політики.
У зовнішній політиці орієнтувався на Пруссію. Разом з тим дотримувався мирних відносин з усіма сусідами. Помер 1785 року. Йому спадкував син Петер Фрідріх Вільгельм.

## Родина
Дружина — Ульріка Фредеріка, донька принца Максиміліана Гессен-Кассельського.
Діти:
- Петер Фрідріх Вільгельм (1754—1823), 2-й герцог Ольденбургу
- Луїза Кароліна (1756—1759)
- Гедвига Шарлотта (1759—1818), дружина Карла XIII, короля Швеції